# Почётные граждане Таганрога
Почётный гражданин города Таганрога  — почётное звание, являющееся высшим знаком признательности жителей города Таганрога.

## История звания
Во времена СССР звание было учреждено Городским Советом депутатов трудящихся. Первыми в 1973 году этого звания были удостоены зав. кафедрой истории и политологии ТГПИ А. А. Зобов, ветеран 416-й стрелковой Таганрогской дивизии М. М. Мурсалов, командир 130-й стрелковой Таганрогской ордена Ленина Краснознамённой ордена Суворова дивизии К. В. Сычёв.

## Общие положения на текущий момент
В соответствии с Положением «О звании «„Почётный гражданин города Таганрога“», утверждённым решением Городской Думы № 154 от 1 декабря 2005 года, звание может быть присвоено гражданам России и иностранным гражданам. Звание «Почётный гражданин города Таганрога» является пожизненным. Звание присваивается за особо выдающиеся личные заслуги в общественной, государственной или муниципальной деятельности, профессиональные успехи, за значительные достижения в области науки, культуры, спорта, общественно-политической и административно-хозяйственной деятельности, меценатство и благотворительность, за вклад в развитие и подъём производства, промышленности и экономики города; содействие процветанию культуры, сохранению исторического наследия; укреплению интернациональных и международных связей города, гражданам, чьи достижения приумножили историко-культурные традиции города, своим трудом заслужили широкую известность и авторитет в городе и за его пределами, послужили процветанию города.
Звание может быть присвоено посмертно. Биографические данные, перечень заслуг перед городом лиц, удостоенных звания, заносятся в книгу «Почётные граждане города Таганрога», постоянно хранящуюся в городском краеведческом музее. Почётному гражданину в День города Мэром Таганрога вручаются удостоверение и нагрудный знак установленного образца.
На 2015 год звания «Почётный гражданин города Таганрога» удостоено 39 человек и их портреты размещены в своеобразной галерее на 4 этаже здания городской администрации.

## Почётный гражданин города Таганрога имеет право на
- Полное освобождение от оплаты жилищно-коммунальных услуг.
- Бесплатный проезд во всех видах муниципального транспорта (кроме такси).
- Бесплатная подписка на одну из городских газет на следующий календарный год.
- Освобождение от абонентской платы за пользование услугами связи (проводной телефон, радио).

## Почётные граждане Таганрога

### СССР
- Каляев, Анатолий Васильевич (1922—2004) — советский, российский учёный, академик РАН по Отделению информатики, вычислительной техники и автоматизации; член-корреспондент РАН, член-корреспондент АН СССР, Заслуженный деятель науки и техники РСФСР, Герой Социалистического Труда (1986)[4].
- Межлумян, Ашот Антонович — советский архитектор, автор проекта Морской лестницы в Таганроге.

### Россия
- Бондаренко, Игорь Михайлович (1927—2014) — русский советский писатель[5].
- Гуревич, Александр Николаевич (1946—2025) — российский музыкант, дирижер, педагог.
- Есауленко, Иван Елисеевич (1921—2008) — советский государственный и партийный деятель, 1-й секретарь Таганрогского горкома КПСС[6].
- Захаревич, Владислав Георгиевич (1946—2013) — ректор Южного федерального университета. Вице-президент Российского Союза ректоров. Доктор технических наук, профессор.
- Зубрицкий, Борис Фёдорович (1930—1994) — советский государственный и партийный деятель, 1-й секретарь Таганрогского горкома КПСС[7].
- Левченко, Геннадий Иванович (1938) — российский промышленник, генеральный директор таганрогского завода «Красный котельщик», Герой Социалистического Труда.
- Матусевич, Леонид Аркадьевич
- Нечаев, Семён Александрович (1928—2015) — российский инженер-проектировщик[8].
- Родионов, Юрий Николаевич (1938) — российский военный и политический деятель, депутат Государственной Думы трёх созывов, генерал-полковник[9].